# Newbottle (Tyne and Wear)
Newbottle är en by i distriktet Sunderland, i grevskapet Tyne and Wear, i England. Byn är belägen 8 km från Sunderland. Newbottle var en civil parish från 1866 till 1937 då den blev en del av Houghton le Spring och East and Middle Herrington. Civil parish hade 6 811 invånare år 1931.